# That Good Night
That Good Night ist ein britisch-portugiesisches Filmdrama von Eric Styles, das am 22. Juni 2017 im Rahmen des Edinburgh International Film Festivals seine Premiere feierte.

## Handlung
Die Handlung spielt in Portugal. Ralph war einst ein berühmter Schriftsteller. Nun ist er rund 70, unheilbar krank und will seiner Frau Anna nicht zur Last fallen. Ralph will sich zudem mit seinem Sohn Michael versöhnen, bevor er stirbt. Als Michael ihn in seiner Villa besucht, kommt dort ein geheimnisvoller Besucher vorbei, der Ralphs Leben schmerzlos beenden soll, doch der Mann im Leinenanzug spielt mit ihnen nur ein Spiel.

## Literarischer Hintergrund
Der Film basiert auf einem Theaterstück von N. J. Crisp, der dieses für Donald Sinden und dessen Sohn Marc Sinden in den zentralen Rollen geschrieben hatte. Das Stück wurde am 2. April 1996 am Yvonne Arnaud Theatre im englischen Guildford uraufgeführt.
Der Filmtitel stammt aus dem Gedicht Do not go gentle into that good night von Dylan Thomas und symbolisiert den Tod. Es wird im Film von John Hurt zitiert, der selber unheilbar krank war und fünf Monate vor der Premiere verstarb.

## Produktion
Die Regie übernahm der walisische Filmemacher Eric Styles, während Charles Savage Crisps Stück für den Film adaptierte, der den Film gemeinsam mit Alan Latham auch produzierte. Latham sagte: „That Good Night is a passion project of mine and I’m very proud to bring N.J. Crisp’s stage play, that I produced 20 years ago, to the big screen. John Hurt is one of Britain’s finest actors, and we’re delighted to have him on board in bringing this touching story to life.“

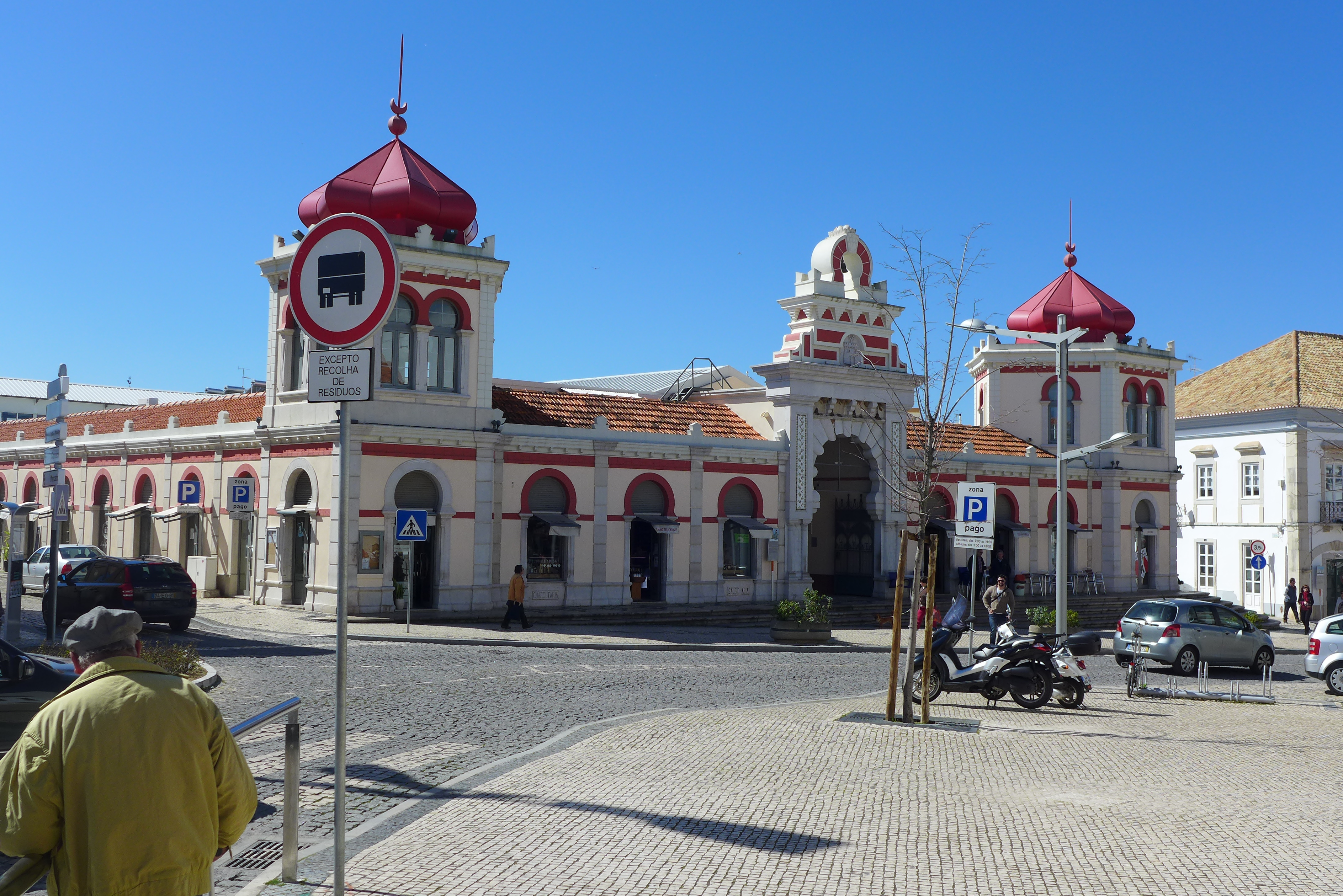
Gedreht wurde der Film zu einem großen Teil in Loulé, an der portugiesischen Algarve

John Hurt spielt im Film den kranken Schriftsteller Ralph. Es war Hurts letzte Filmrolle. Hurt sagte: „I am very much looking forward to putting all the jigsaw pieces together that make up this fascinating and paradoxical character.“ Erin Richards übernahm die Rolle von Cassie, Charles Dance spielt den mysteriösen Besucher. Sofia Helin übernahm die Rolle von Ralphs Frau Anna, Max Brown die seines Sohnes Michael. Joana Santos ist in der Rolle von Joana zu sehen. Einwohner von Loulé konnten sich für Statistenrollen bewerben.
Die Dreharbeiten wurden am 4. April 2016 begonnen und fanden über fünf Wochen hinweg an der portugiesischen Algarve statt, so in der Gemeinde Loulé an der Küste, in der dortigen Altstadt, in der kleinen Ortschaft Monte Seco und in Tavira. Weitere Dreharbeiten fanden im englischen Yorkshire statt.
Die Filmmusik komponierte Guy Farley. Der Soundtrack zum Film wurde 2018 veröffentlicht werden.
Ab 21. Mai 2017 stellte Red Rock Entertainment den Film in Cannes vor, wo die Schauspielerin Joana Santos und die Produzenten einige Szenen aus diesem zeigten. Der Film feierte am 22. Juni 2017 im Rahmen des Edinburgh International Film Festivals seine Premiere.

## Rezeption

### Kritiken
Andrew Robertson von Eye For Film meint, trotz einiger Schwächen des Films sei die schauspielerische Leistung von John Hurt überwältigend, und That Good Night sei eine passende Hommage an einen großen Schauspieler.

### Auszeichnungen
Edinburgh International Film Festival 2017
- Nominierung als Bester britischer Film für den Michael Powell Award[23]